# Наконечник стрелки вправо снизу
Наконечник стрелки вправо снизу (◌͕, ˲) — диакритический знак, используемый в Уральском фонетическом алфавите и расширениях для Международного фонетического алфавита.

## Использование
В УФА обозначает сдвиг артикуляции вперёд. Например, k обозначает глухой велярный взрывной согласный, а k͕ — превелярный. В ранних версиях алфавита ставился после буквы, однако позже стал употребляться непосредственно под буквой.
В расширениях для МФА обозначает латеральный сдвиг артикуляции влево.
В варианте транскрипции Дания 1925 года обозначает большую открытость гласного.
Схожий знак используется в арабском алфавите для языка волоф (волофал), где обозначает гласный [e]. В латинице знаку соответствует буква É.